# Anamarija Lampičová
Anamarija Lampičová, nepřechýleně Lampič (* 17. června 1995 Lublaň) je slovinská biatlonistka a bývalá běžkyně na lyžích. V roce 2022 přešla z běhu na lyžích na biatlon.
Jako běžkyně na lyžích získala stříbrnou a bronzovou medaili z Mistrovství světa ve sprintu dvojic (s Katjou Višnarovou stříbro a s Evou Urevcovou bronz) a bronzovou medaili v individuálním sprintu. Získala tak tři z celkových pěti medailí, které reprezentanti Slovinska v běhu na lyžích získali na šampionátech a překonala tak Petra Majdičovou, která je držitelkou zbylých dvou slovinských medailí. Ve Světovém poháru v biatlonu startuje od prosince 2022.

## Sportovní kariéra
Pochází ze sportovní rodiny – její otec Janez Lampič byl jugoslávský reprezentant v cyklistice a startoval na olympiádě 1984, její mladší bratr Janez je rovněž běžkař na lyžích.

## Běh na lyžích
Již v osmnácti letech startovala v závodu Světového poháru. V jednadvaceti letech poprvé vyhrála závod Světového poháru a po Petře Majdičové a Vesně Fabjanové se stala třetí Slovinkou v historii, které se to podařilo.

### Výsledky ve Světovém poháru
| Sezóna  | Věk | Sezónní výsledky | Sezónní výsledky | Sezónní výsledky | Sezónní výsledky | Výsledky na Ski Tour | Výsledky na Ski Tour | Výsledky na Ski Tour | Výsledky na Ski Tour |
| Sezóna  | Věk | Celkově          | Distance         | Sprinty          | U23              | Nordic Opening       | Tour de Ski          | WC Final             |                      |
| ------- | --- | ---------------- | ---------------- | ---------------- | ---------------- | -------------------- | -------------------- | -------------------- | -------------------- |
| 2013/14 | 18  | —                | —                | —                | —                | —                    | —                    | —                    |                      |
| 2014/15 | 19  | 94               | —                | 50               | 17               | —                    | —                    | —                    |                      |
| 2015/16 | 20  | 47               | 65               | 28               | 6                | —                    | —                    | —                    |                      |
| 2016/17 | 21  | 31               | 59               | 9                | 1                | 61                   | DNF                  | 44                   |                      |
| 2017/18 | 22  | 30               | 30               | 18               | 6                | 48                   | DNF                  | 26                   |                      |
| 2018/19 | 23  | 25               | 36               | 17               | —                | 40                   | 22                   | 22                   |                      |
| 2019/20 | 24  | 12               | 18               | 3                | —                | 21                   | 19                   | —                    |                      |
| 2020/21 | 25  | 8                | 18               | 1                | —                | 19                   | 15                   | —                    |                      |
| 2021/22 | 26  | 8                | 27               | 2                | —                | —                    | 12                   | —                    |                      |

### Výsledky na OH
| Rok  | Věk | 10 km | 15 km skiatlon | 30 km hromadný start | sprint | 4 × 5 km štafeta | sprint dvojic |
| ---- | --- | ----- | -------------- | -------------------- | ------ | ---------------- | ------------- |
| 2018 | 22  | 27.   | —              | —                    | 7.     | 8.               | 6.            |
| 2022 | 26  | 17.   | —              | —                    | 12.    | —                | 14.           |

### Výsledky na MS
| Rok  | Věk | 10 km | 15 km skiatlon | 30 km hromadný start | sprint | 4 × 5 km štafeta | sprint dvojic |
| ---- | --- | ----- | -------------- | -------------------- | ------ | ---------------- | ------------- |
| 2015 | 19  | —     | 44.            | —                    | 36.    | 10.              | —             |
| 2017 | 21  | —     | —              | —                    | 20.    | —                | 8.            |
| 2019 | 23  | 20.   | —              | —                    | 17.    | 9.               | 2             |
| 2021 | 25  | 18.   | —              | 21.                  | 3.     | —                | 3.            |

## Biatlon
Od roku 2022 přešla ze závodění v běhu na lyžích k biatlonu. Nejdříve startovala v nižším poháru – IBU Cupu – kde ve všech závodech zaznamenala nejrychlejší běžecký čas. Vinou nepřesné střelby, především vstoje, však dojela nejlépe šestá v úvodním sprintu ve švédském Idre.
Ve světovém poháru v biatlonu debutovala v prosinci 2022 v Hochfilzenu. Zde na sebe upozornila, když ve sprintu opět běžela výrazně rychleji než zbytek závodnic a díky bezchybné střelbě vleže přijížděla na druhou střeleckou položku v čele hodnocení s náskokem 23 vteřin. Zde udělala tři chyby, přesto dojela do cíle na pátém místě. Do následující stíhacího závodu nenastoupila a opět se navrátila do nižšího IBU Cupu. Ve světovém poháru na sebe opět upozornila v lednu 2023 ve sprintu v italské Anterselvě, kde dojela s dvěma nezasaženými terči pátá.
Ve své dosavadní kariéře nevyhrála žádný individuální ani kolektivní závod. Jejím nejlepším dosavadním umístěním je třetí místo ze sprintu v Annecy v prosinci 2024 a třetí místo ze závodu s hromadným startem v Pokljuce v březnu 2025. Bronzovou medaili si tak převzala před zraky domácího publika.

### Olympijské hry a mistrovství světa
| Sezóna  | Akce | Místo                | SP  | SZ  | HZ  | IZ  | ŠT  | SŠT | SZD | Věk    |
| ------- | ---- | -------------------- | --- | --- | --- | --- | --- | --- | --- | ------ |
| 2022/23 | MS   | Oberhof              | 58. | 51. | –   | –   | 12. | –   | –   | 27 let |
| 2023/24 | MS   | Nové Město na Moravě | 36. | 28. | –   | 58. | 13. | 9.  | –   | 28 let |
| 2024/25 | MS   | Lenzerheide          | 14. | 28. | 16. | 71. | 8.  | 11. | –   | 29 let |

Poznámka: Výsledky z mistrovství světa ani z olympijských her se do celkového hodnocení světového poháru nezapočítávají.